# Церковь Святой Богородицы (Мирик)
Сурб Аствацацин (арм. Սուրբ Աստվածածին եկեղեցի) — армянская церковь в Лачинском районе Азербайджана.

## Архитектура
Церковь Сурб Аствацацин находится на северной окраине Мирика, на скале, господствующей над селом. Согласно строительной надписи, она была построена в 1682 году. В плане представляет собой трёхнефную базилику.
Стены церкви сооружены из груботесаного камня, а колонны (крестообразные в сечении) и все краеугольные камни — из чисто тесаного. В стены встроены надгробные плиты разных времен, фрагменты хачкаров, камни с резьбой.
Последние сохранились как целиком, так и представлены в виде обломков. Единственный вход в церковь находится в южной части и он довольно богато орнаментирован. На тимпане над входом имеется строительная надпись на старо-армянском языке:

«Я, господин Ахназар, построил церковь Сурб Аствацацин в память обо мне и моих родителях: отца моего, господина Саргиса, и брата моего Айказа помяните во Христе. Я, Наджаргул, староста дома Веракаци дал Святой церкви 5 туманов в память обо мне и моих родителях. Мы, народ Мирика, дали Святой церкви 5 туманов в память о нас и наших родителях в год 1682»

Надпись на надгробном камне, установленном у порога церкви, гласит:

«Здесь покоится Ахназар. Год 1654».

Внутри церкви также имеется надпись — чуть выше тимпана северной ризницы:

«Я, Эмин, поставил крест Хурумо отцу моему, Аствацатуру».

Церковь сводчатая, внутри отштуркатуренная. Сохранился крестообразный купель.

## Состояние
В советский период церковь использовалась как сельский клуб. Позже, уже в период контроля над церквью непризнанной Нагорно-Карабахской республикой, церковь вновь была переосвящена, однако реставрация проведена не была.